# Marianne Greenwood
 (juin 2024).
Ebba Marianne Greenwood (née Ebba Marianne Hederström 1916-2006), est une photographe et écrivaine suédoise.

## Biographie
Après des études à l'Académie royale suédoise des Beaux-Arts, Marianne Greenwood opte pour la photographie et part se perfectionner en Suisse, puis à Paris et ensuite sur la Côte d'Azur à Antibes où elle devient la photographe attitrée du Musée Picasso, ; elle y fait la connaissance et se lie d'amitié avec Louis Audibert, Jean-Michel Atlan,Françoise Gilot, René Julliard, Níkos Kazantzákis, Gérard Lanvin, Fernand Léger, Henri Matisse, Joan Miro, Pablo Picasso, Jacques Prévert, Nicolas de Staël, Tristan Tzara et André Verdet.
Elle sera, comme l'écrit Ladislas Kijno, « avec des tas d'artistes et d'écrivain, un des piliers de ce qui fut appelé “l'École d'Antibes”… Dans les années 1950, nous nous réunissions tous les matins sur la place du Vieux Marché à Antibes pour refaire le monde à grands coups de gueules et cafés serrés »
En 1960, elle part pour un tour du monde de trente ans. Elle visite l'Amérique du Nord et du Sud, l'Asie et l'Océanie dont elle reviendra avec plus de 30,000 clichés.
Ses amis disent d'elle que c'était une femme de cœur, aimant par-dessus tout les êtres. Elle a participé à l'édition de plusieurs ouvrages avec Françoise Gilot, Prévert, Evert Taube, Verdet Carleton Beals, ainsi que Raymond Friday Locke. C'est aux États-Unis ou elle vécut qu'elle se lia d'amitié avec Anaïs Nin, Fritz Lang et Henry Miller.
Ses nombreux ouvrages ont été traduits en plusieurs langues.
Elle choisit de s'établir définitivement à Antibes dans les années 1980, où elle meurt le 3 février 2006,.

## Œuvres dans les collections publiques
En France
- Antibes, musée Picasso :
  - Portrait de Jean-Michel Atlan, vers 1950 ;
  - Portait d'Antoni Clavé, vers 1950 ;
  - Portrait d'Édouard Delaporte, vers 1950 ;
  - Portrait de Gérard Lanvin, vers 1950 ;
  - Portrait de Jean Lurçat, vers 1950 ;
  - Portrait de Pablo Picasso, vers 1950.

En Suède
- Stockholm, musée ethnographique

## Publications
- Jacques Prévert, Vignette pour les vignerons [trois illustrations de Françoise Gilot et vingt huit photographies de Marianne Greenwood], Éditions Falaize, 1950, 60.p., nouvelle édition La Chambre d’échos, 2014 (ISBN 978-2-913904-56-9)
- Ladislas Kijno, Marianne Greenwood, Lettres à André Vernet, Éd. Bénézit et Matarasso, 1957
- Romuald Dor de La Souchère, Marianne Greenwwood, Picasso à Antibes, Éd. Fernand Hazan, 1960, in-4°, 65 (11) p, 98 illustrations en noir et blanc et couleur, illustré d'un dessin de Picasso.
- Romuald Dor de la Souchère, Marianne Greenwwood, Picasso à Antibes [catalogue du musée Picasso d'Antibes], Paris, Éd. F. Hazan, 1960.
- (sv) Evert Taube, Marianne Greenwwood, Återkomst, Stockholm, Rabén et Sjögren, 1961
- (sv) Marianne Greenwood, Det tatuerade hjärtat, Stockholm, Rabén et Sjögren, 1964
- (sv) Taube Evert, Marianne Greenwwood, Svarta tjurar, Stockholm, Rabén et Sjögren, 1965
- (en) Beals Carleton, Marianne Greenwwood, Land of the Mayas : yesterday and today, Londres, Abelard-Schuman, 1966
- (en) Beals Carleton, Marianne Greenwwood, The incredible Incas : yesterday and today, New York , Éd. Abelard-Schuman, 1973,  (ISBN 0-200-71901-7)
- (sv) Erwin Fieger, Marianne Greenwwood, Mexico, Örebro, Éd. IPC, 1975,  (ISBN 91-7128-213-0)
- (sv) Marianne Greenwood, Indianerna kallar det sött salt, Höganäs, Éd. Bra böcker, 1975
- (sv) Marianne Greenwood, Wahlbärj Johnne, Evert Taube : ett personligt porträtt, 1984, Éd. Wiken, Höganäs,  (ISBN 91-7024-165-1)
- (sv) Marianne Greenwood, Varför gråter puman? : eller Historien om kockens gula kanariefågel, 1984, Bra böcker, Höganäs
- (sv) Marianne Greenwood, Resa i min adressbok, Stockholm, Éd. Trevi, 1989,  (ISBN 91-7160-885-0)
- André Verdet et Marianne Greenwood, Albert Tarika, 22.p., illustrations en noir et blanc et couleurs, Éd. galerie Dina Vierny, 40 exemplaires numérotés, avec signature de l'artiste et de l'auteur avec une œuvre en couleur d'Albert Tarika

## Expositions
- 2005 : musée ethnographique de Stockholm, Marianne Greenwood ;
- 2006 : Les couleurs du voyage, avec le musée ethnographique de Stockholm et TransArtcafé à Antibes. Deux soirées furent consacrées dans le cadre de l'exposition à la présentation de La vie et l'œuvre de Marianne Greewood ;
- 2007 : Marianne Greenwood, exposition au Texas en provenance de Stockholm.

## Récompenses
- 2005 : prix Women of Discovery Award de la ville de New York.